# Handley Page Dart Herald
El Handley Page Dart Herald fue un avión comercial turbohélice británico de los años 50.

## Diseño y desarrollo

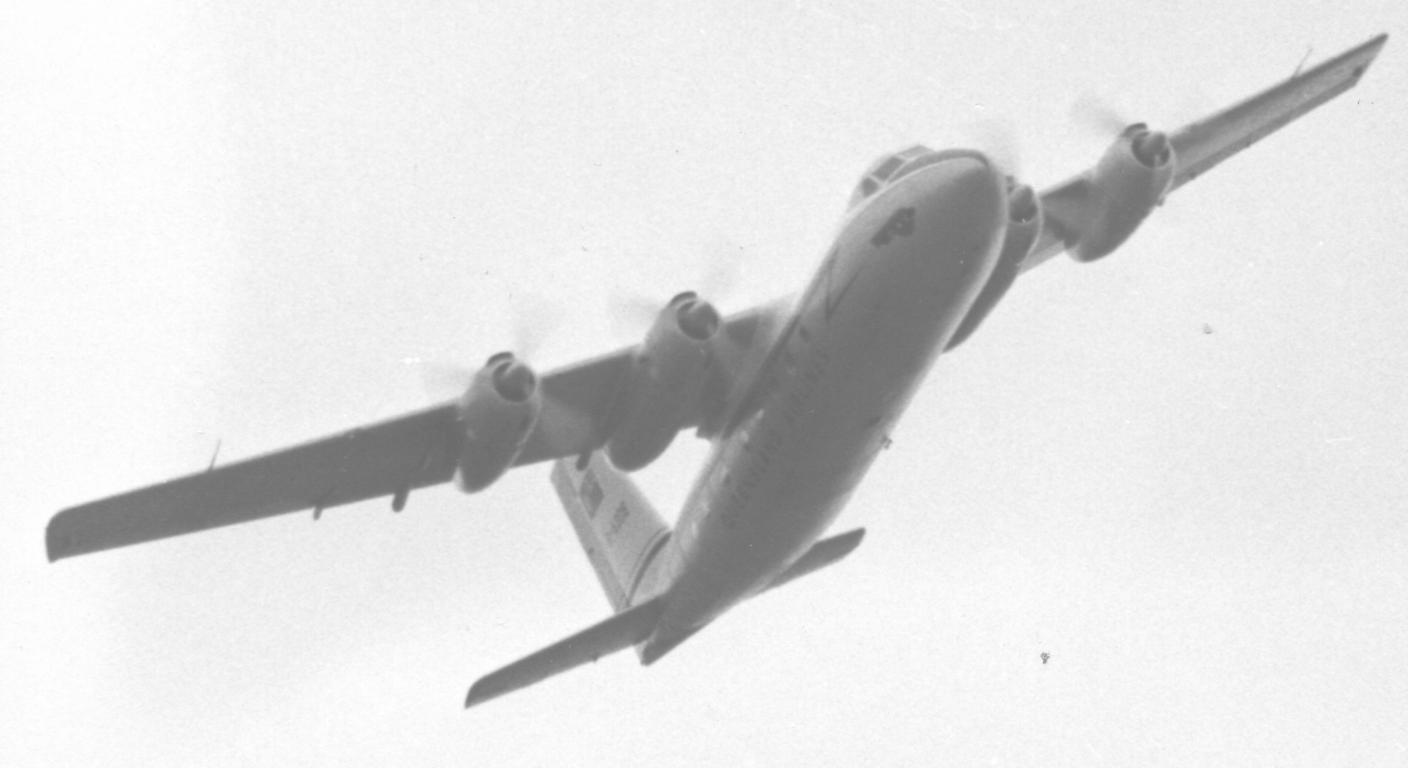
El prototipo del HPR.3 Herald con cuatro motores Alvis Leonides Major, realizando una demostración en el Salón Aeronáutico de Farnborough en septiembre de 1955.

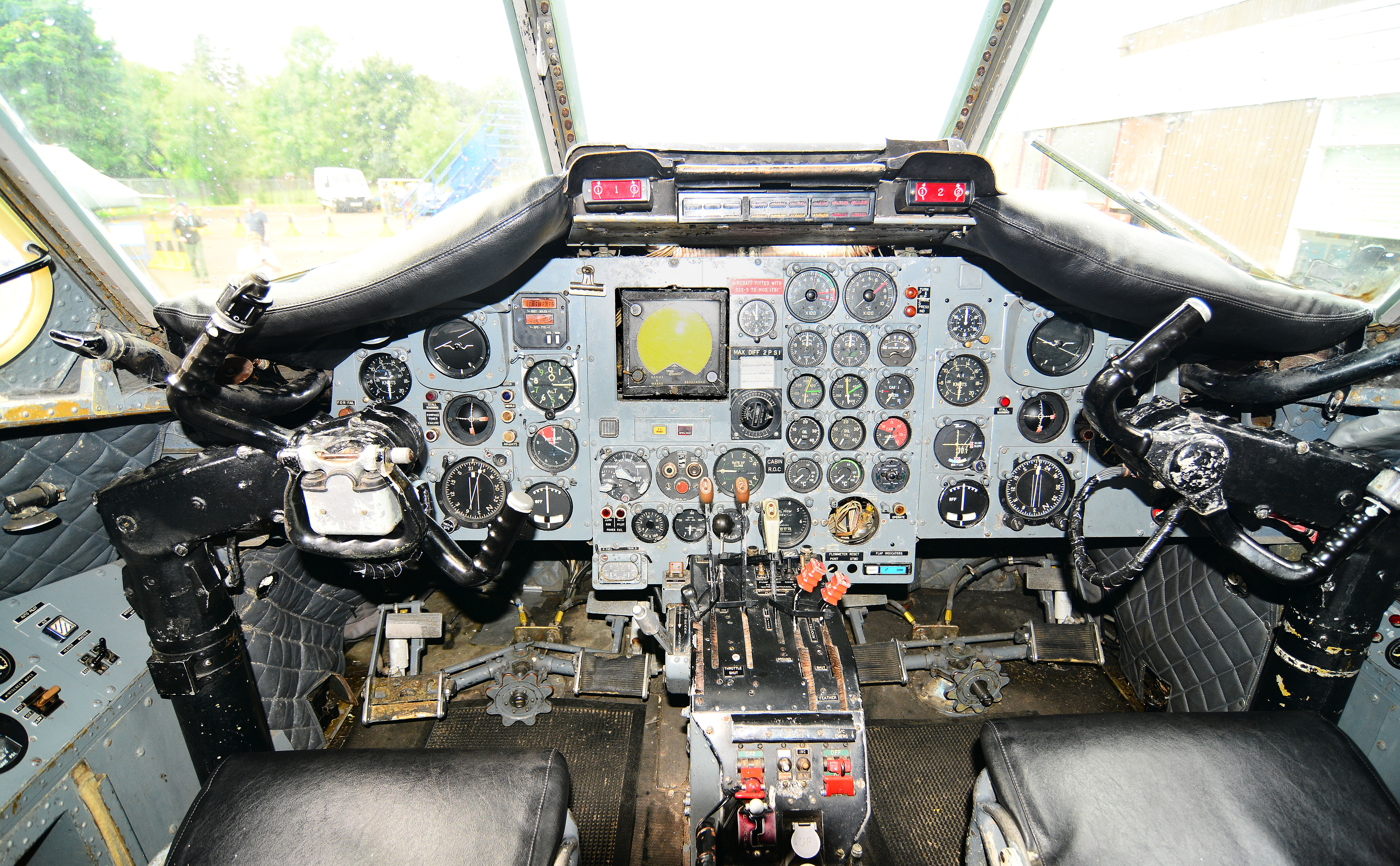
Cabina.

A mitad de los años 50, Handley Page desarrolló un nuevo y rápido avión de línea regional de corto alcance, pensado para reemplazar al más antiguo Douglas DC-3, particularmente en países del tercer mundo. El diseño, conocido originalmente como HPR.3 Herald, surgió de la oficina de diseño de Handley Page (Reading) Limited (la antigua fábrica de Miles Aircraft), que había desarrollado un avión comercial anterior, el Miles Marathon. El Herald fue un extenso desarrollo del concepto original del Marathon, notable por su ala montada alta. Handley Page Reading tuvo éxito en la producción de un diseño moderno con excelentes características de vuelo y prestaciones. Sin embargo, la compañía cometió un grave error de cálculo y, como otros aviones británicos clásicos de la época, el Herald perdió su oportunidad.
Tras una extensa consulta con operadores del DC-3, se decidió propulsar al nuevo avión comercial con motores de pistón, en lugar de turbohélice, que se consideraron arriesgados para las pequeñas líneas aéreas objetivo del HPR.3. Handley Page prefirió un diseño de cuatro motores, que llevó a que fuese elegido, para el HPR.3, el nuevo motor radial Alvis Leonides Major de 14 cilindros y 650 kW (870 hp), que movía hélices tripala. Casi al mismo tiempo, la compañía neerlandesa Fokker optó por una elección opuesta a su competidor para el mismo mercado, eligiendo propulsar el F27 Friendship con dos Rolls Royce Dart.
El HPR.3 podía llevar hasta 44 pasajeros en su cabina presurizada, que podía ser convertida rápidamente para permitir el transporte de carga; el ala alta, el tren de aterrizaje de rueda de morro y las grandes puertas del avión en la parte delantera y trasera de la cabina hacían que las operaciones de carga fueran relativamente simples. Se instalaron grandes flaps para proporcionar buenas características de despegue y aterrizaje cortos. Fue diseñado para volar a una velocidad de crucero de 360 km/h, poseía un alcance de 2640 km, podía aterrizar y despegar en una distancia de menos de 460 m y poseía un régimen de ascenso inicial de más de 1800 pies/min.
Al principio, parecía que Handley Page había realizado las elecciones correctas con el HPR.3, que fue llamado "Herald" en agosto de 1954, siendo este un nombre fácilmente traducible al francés y al español.Los extensos trabajos del equipo de ventas habían producido un considerable interés de potenciales clientes, y Handley Page tenía 29 encargos del Herald (de Queensland Airlines, Australian National Airways y Lloyd Aéreo Colombiano) por la época en que el primer prototipo realizó su primer vuelo desde Radlett el 25 de agosto de 1955, tres meses antes que el primer vuelo del Friendship. El umbral de rentabilidad se esperaba después de vender 75 aviones, y Handley Page contaba con unas ventas totales de hasta 300 Herald, esperando realizar las primeras entregas a la aerolínea británica independiente Air Kruise en 1958.
Sin embargo, el turbohélice Rolls-Royce Dart ya había probado su valía en el Vickers Viscount. Queensland Airlines y Australian National Airways cancelaron sus encargos de Herald en favor de Friendship turbohélice, mientras que el contrato de Lloyd Aéreo Colombiano fue suspendido debido a problemas de liquidez, y el interés de Air Kruise se terminó cuando fue absorbida por British Aviation Services. Antes de que el segundo prototipo hubiese sido completado, Handley Page se enfrentó con el hecho de que no tenía encargos para el Herald, y que el mercado había cambiado y quería turbohélices.
Ya se había realizado una inversión sustancial en el proyecto del Herald, por lo que la dirección organizó una reunión para discutir su continuación. Handley Page decidió continuar con el proyecto del modelo, en un esfuerzo por recuperar la inversión; anunció una nueva versión mejorada propulsada por el Rolls-Royce Dart. El avión revisado, ahora designado como HPR.7 Dart Herald, estaba propulsado por motores Dart 527 de 1910 shp que movían hélices Dowty Rotol de cuatro palas de paso variable y 3,81 m, y el fuselaje fue alargado en 51 cm, mientras que otras mejoras incluidas aumentaban la capacidad de combustible. El primer prototipo fue convertido al estándar Dart Herald, realizando su primer vuelo el 11 de marzo de 1958, y volando el primer avión de producción el 30 de octubre de 1959. La versión inicial Series 100 del Dart Herald fue certificada en abril de 1958. El precio básico en 1960 era de alrededor de 185 000 libras esterlinas.

## Historia operacional

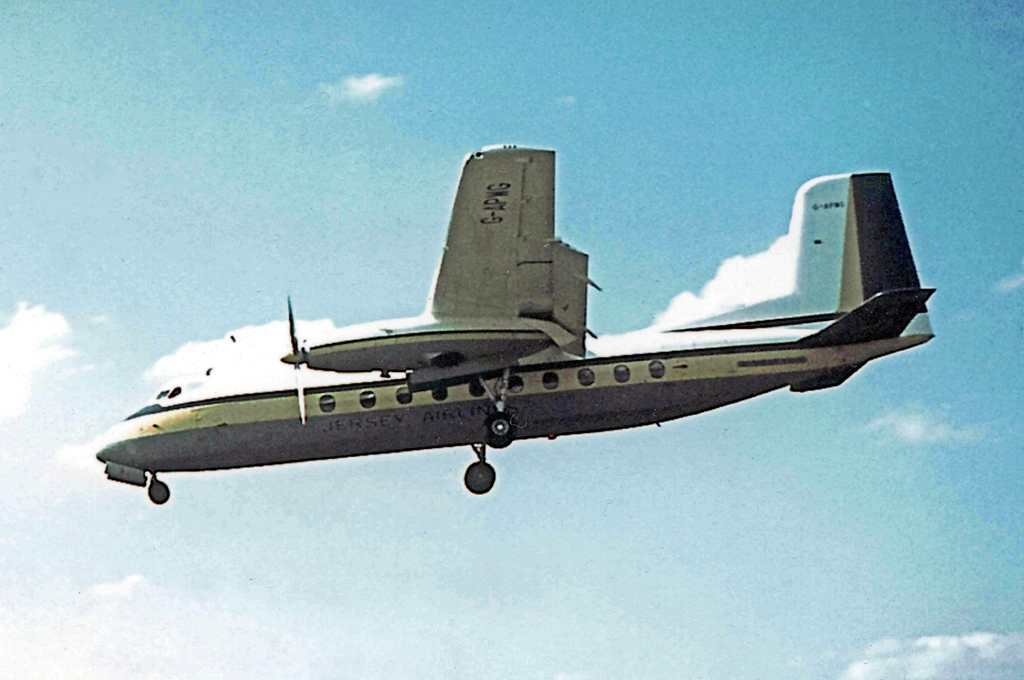
HPR.7 Herald 201 de Jersey Airlines en la aproximación final al Aeropuerto de Mánchester en agosto de 1962.

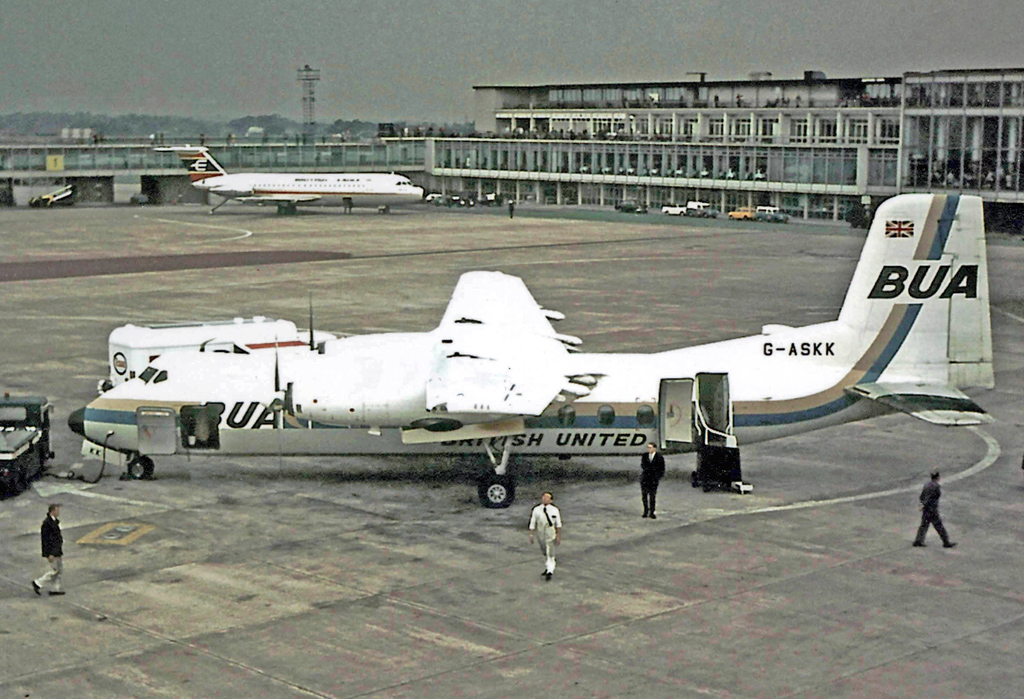
Herald 211 de British United Airways operando un servicio regular, en el Aeropuerto de Mánchester en agosto de agosto de 1967.

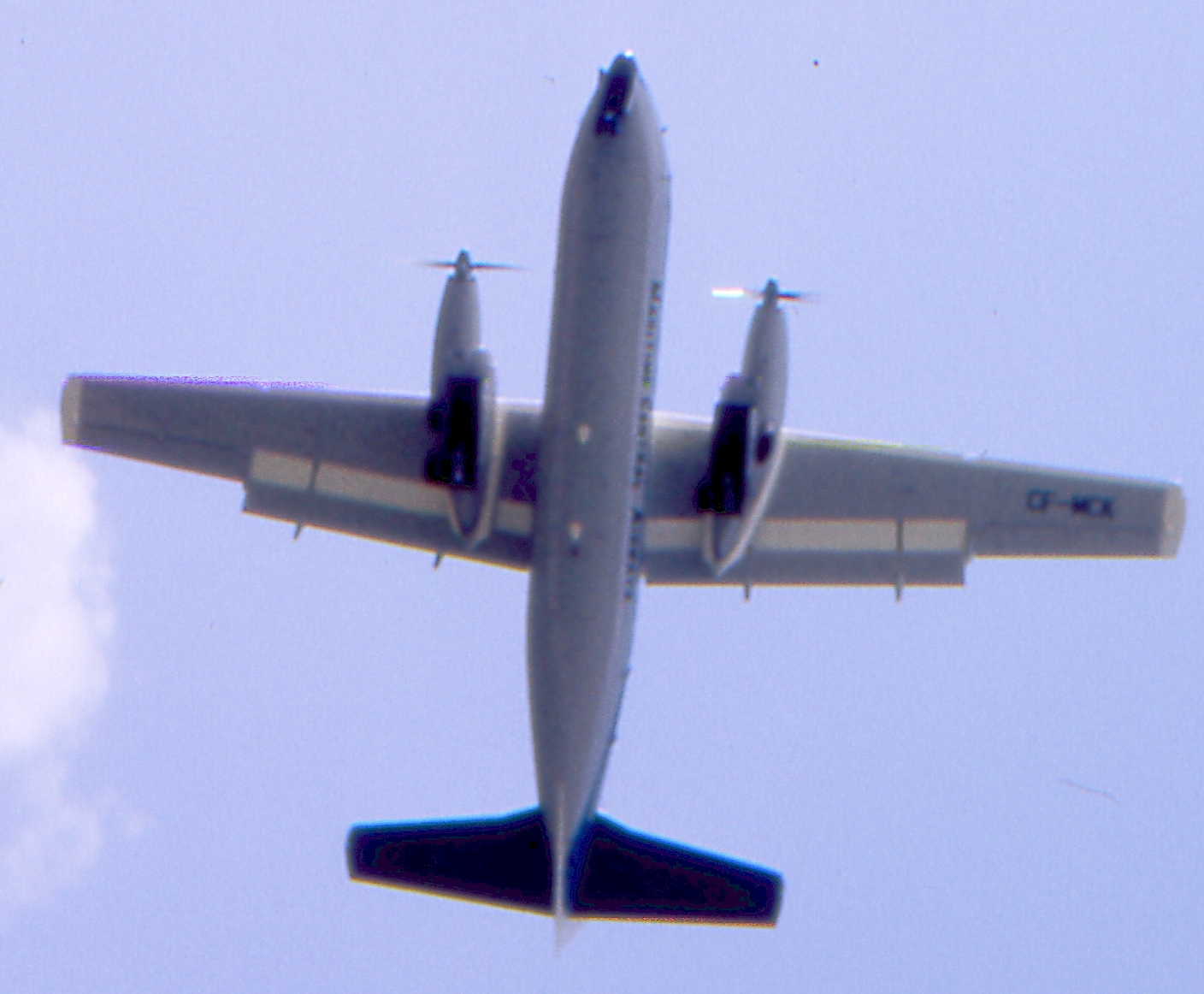
Dart Herald Series 202.

El primer encargo del Dart Herald fue realizado en junio de 1959 por British European Airways como alquiler de tres aviones para usarlos en sus rutas de las Highlands y de las Islas escocesas. El Herald, en ese momento, perdió su ventaja inicial sobre el Friendship, que había entrado en servicio más de seis meses antes y, para estimular la demanda, Handley Page lanzó en 1960 una versión más mejorada, la Series 200, que estaba alargada en 107 cm, con los correspondientes pesos incrementados, permitiendo que se transportasen hasta 56 pasajeros, consiguiendo un encargo de seis aviones de Jersey Airlines.
El segundo prototipo fue convertido al estándar Series 200 y voló así por primera vez el 8 de abril de 1961. Jersey Airlines comenzó las operaciones con Series 100 alquilados el 16 de mayo del mismo año, recibiendo el primero de sus propios Series 200 en enero de 1962, mientras que BEA comenzó sus operaciones con el Herald en marzo de ese mismo año.
El Herald atrajo mucho interés temprano en todo el mundo, debido a sus asombrosas prestaciones en campos cortos y excelentes características de vuelo, pero Handley Page no consiguió cerrar muchos de los acuerdos, ya que el F27 y el Avro 748/HS.748 se habían convertido en ofertas rivales, demostrando ser ambos significativamente más populares. Una característica de diseño clave del Herald era el ala alta, pero con un notable diedro. Además, el empenaje vertical del modelo estaba recubierto de perfiles en miniatura, añadiendo más estabilidad a la ya excelente del avión. Los pilotos informaron que el Herald volaba como un sueño; muy estable en el aire, sin embargo altamente maniobrable a baja velocidad. Se decía que el comportamiento en tierra era el único vicio del Herald, debido a su empenaje sobredimensionado.
Aunque la Series 200 era comercialmente más atractiva, y no se encargaron más Series 100, las ventas todavía eran lentas. Aunque el Herald era barato comparado con sus principales competidores, y que la Series 200 poseía una espaciosa cabina, el Friendship podía llevar más carga y, tanto el F27 como el HS.748, poseían mejores prestaciones, resultando en una economía superior a largo plazo. En 1963, sólo se habían vendido 35 Herald, comparados con los más de 240 Friendship.
Una esperanza de mejorar las ventas fue desarrollar el Herald como transporte militar. La Real Fuerza Aérea tenía un requerimiento de 45 transportes tácticos para reemplazar a los Vickers Valetta de motor a pistón, y Handley Page comenzó a trabajar en 1960 sobre el HP.124 para cubrir esta necesidad. Tendría un nuevo fuselaje trasero con una rampa trasera de carga bajo una cola elevada. El HP.124 fue considerado favorito para batir al derivado del 748 de Avro, el Avro 780, esperándose que el ala alta de Handley Page proporcionara una carga más fácil que la del más caro Avro. Aunque las pruebas de campo corto del prototipo del Herald 200 en RAF Martlesham Heath en 1961 hicieron resaltar el buen comportamiento y la habilidad de operar desde pistas no preparadas, otros obstáculos fueron más exigentes. El Ministro de Aviación, Peter Thorneycroft, rechazó firmar un contrato por el HP.124 a menos que Handley Page estuviera de acuerdo en fusionarse con la British Aircraft Corporation o con Hawker Siddeley, como parte de la política del Gobierno de consolidación de la industria aeronáutica británica. Como Hawker Siddeley ofreció menos de la mitad del valor que Frederick Handley Page había puesto a la compañía, la fusión no se llevó a cabo, y el encargo de la RAF fue para el Avro 780, que se convirtió en el Andover. El Herald Series 400 era un transporte táctico más simple con un suelo de cabina reforzado y puertas de carga laterales, que podían ser abiertas en vuelo para lanzar suministros o paracaidistas. Se construyeron ocho ejemplares para la Real Fuerza Aérea de Malasia.
En 1965, casi toda la inercia de ventas se había perdido, y Handley Page propuso la Series 700, propulsada por Dart 532 de 1730 kW (2320 ehp), con combustible y pesos aumentados, y capaz de acomodar hasta 60 pasajeros. La aerolínea brasileña VASP encargó diez Series 700, con planes de realizar la producción en Brasil, mientras que las aerolíneas suiza Globe Air y taiwanesa Far Eastern Air Transport encargaron más 700, y la producción comenzó con el nuevo modelo. Sin embargo, VASP canceló su encargo, cuando no pudo obtener financiación por parte del Gobierno brasileño, y Handley Page detuvo los trabajos en el 700, desguazando seis células en la línea de producción.
La producción finalizó en 1968. Finalmente, sólo se construyeron 36 ejemplares del modelo de producción Series 200 en los seis años de producción, junto con cuatro Series 100 y ocho Series 400. El 50.º, y último, Herald (un Series 200 para Arkia de Israel) fue volado y entregado en agosto de 1968,después de lo cual la producción del modelo se cerró, permitiendo que la atención de Handley Page se centrase totalmente en el HP.137 Jetstream.
Handley Page entró en liquidación voluntaria en agosto de 1969, forzando su cierre los desorbitados costes de desarrollo del Jetstream. El soporte de continuación de los Herald restantes en servicio se mantuvo con la creación de una nueva compañía, Dart Herald (Support) Ltd, parcialmente propiedad de Scottish Aviation.
El último vuelo con pasajeros de un Herald fue operado por British Air Ferries en 1987, haciendo subcontratos chárter para Ryanair. El modelo se mantuvo en uso como carguero, pero en 1999, el único restante en servicio era un Series 401 (G-BEYF) con Channel Express; fue retirado en Bournemouth después de su último vuelo, el 9 de abril de ese año.

## Variantes

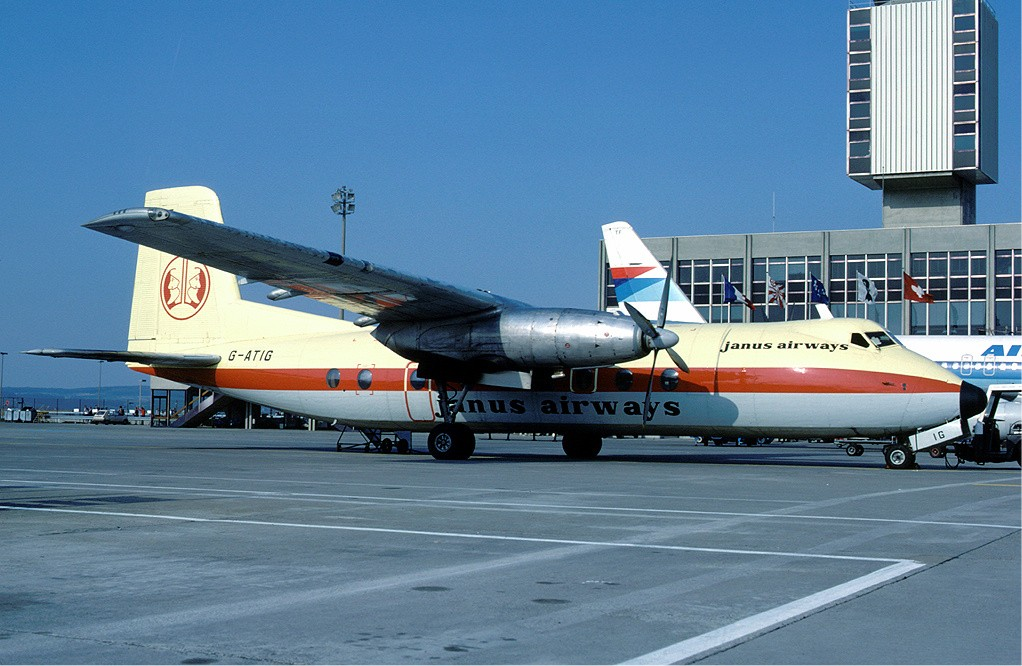
Handley Page HPR.7 Herald 214 de Janus Airways en Basle Airport, 15 de abril de 1984.

HPR.3 Herald
Prototipo propulsado por cuatro motores radiales Alvis Leonides Major 702/1 de 14 cilindros, capacidad para 44 pasajeros.
HPR.7 Dart Herald
Series 100
Versión inicial de producción con turbohélice Dart. Cuatro construidos.
Series 200
Longitud del fuselaje incrementada de 21,92 m a 23,01 m y acomodación máxima aumentada de 47 a 56 asientos. 36 construidos.
Series 300
Versión propuesta con modificaciones para cubrir los requerimientos de Aeronavegabilidad de Estados Unidos.
Series 400
Transporte militar de carga lateral derivado de la Series 200, incorporando un piso reforzado para transportar carga, 50 soldados o 24 camillas con heridos y auxiliares médicos. Ocho construidos para la Real Fuerza Aérea de Malasia.
Series 500
Versión propuesta del 400, más potente.
Series 600
Versión propuesta con 1,5 m de incremento del fuselaje y turbohélices Dart más potentes. Acomodación de alta densidad para 64-68 pasajeros.
Series 700
Versión de mayor alcance similar a la Series 600, pero sin el alargamiento del fuselaje. Diez ejemplares encargados por VASP, pero la producción no se completó.
HPR.8
Planeado derivado del Herald como transporte de coches para cubrir un requerimiento de 1959 de Silver City Airways. Poseía un nuevo y no presurizado fuselaje con puertas de almeja en el morro, capaz de transportar seis coches o 100 pasajeros. Fue rechazado en favor del Aviation Traders Carvair y no fue construido.
HP.124
Propuesto transporte táctico con rampa trasera de carga para la RAF. No construido.
HP.125
Propuesto transporte V/STOL basado en el HP.124, con 18 reactores de sustentación Rolls-Royce RB162 en contenedores subalares. No construido.
HP.127 "Jet Herald"
Estudio de 1962 de un desarrollo del Herald propulsado a reacción. Basado en el diseño básico del Herald, pero con un fuselaje alargado, acomodando hasta 70 pasajeros, y propulsado por dos motores turbofán Rolls-Royce Spey en contenedores bajo las alas acortadas, pero todavía rectas. Proyecto no construido.
HP.129 "Mini Herald"
Diseño de un derivado del Herald más pequeño y propulsado a reacción, por dos Spey y para 30 pasajeros. No construido.
HP.131
HP.124 mejorado ofrecido a Bélgica en 1965, junto con el HP.132 y el HP.133. No construido.
HP.132
Variante del HP.133 con motores aceleradores adicionales General Electric CF700 en las puntas alares. No construido.
HP.133
Como el HP.132, pero con los CF700 en góndolas retráctiles. No construido.

## Operadores

### Civiles
Alemania
- Bavaria Fluggesellschaft: 2 como primer operador.

 Brasil
- SADIA SA Transportes Aéreos (más tarde renombrada Transbrasil): 8 como primer operador.
- TABA – Transportes Aéreos da Bacia Amazônica

 Canadá
- Eastern Provincial Airways: 4 como primer operador.
- Maritime Central Airways: 1 como primer operador.
- Nordair: 1 como primer operador.

 Colombia
- Líneas Aéreas La Urraca

 Filipinas
- Air Manila International: 1 como primer operador.

 Francia
- Europe Aero Service

 Guatemala
- Aerovías

 Israel
- Arkia: 5 como primer operador.

 Italia
- Aerolinee Itavia: 4 como primer operador.

 Jordania
- Alia Jordanian Airlines: 1 como primer operador (civil).

 Reino Unido
- Air UK
- Autair International Airlines
- BAC Charter
- BAC Express
- British Air Ferries: 7 como primer operador (civil).
- British European Airways: 3 como primer operador.
- British Island Airways
- British Midland Airways
- British United Airways: 6 como primer operador.
- British United Island Airways
- Brymon Airways[37]
- Channel Express
- Court Line
- Janes Aviation
- Jersey Airlines: 3 como primer operador.
- Securicor (operado por Skyguard)
- South East Air

 República de China
- Far Eastern Air Transport

 Suiza
- Globe Air: 3 como primer operador.

 Zaire
- MMM Aero Service

### Militares
Jordania
- Real Fuerza Aérea Jordana

 Malasia
- Real Fuerza Aérea de Malasia

## Accidentes e incidentes
- El 10 de agosto de 1958, el prototipo del Dart Herald debía aparecer en la muestra aérea de Farnborough, pero sufrió un fallo de motor en ruta desde Woodley. Los conductos de combustible se rompieron y se produjo un incendio importante. Los soportes de motor se quemaron y el avión finalmente realizó un aterrizaje de emergencia a manos del piloto, el Líder de Escuadrón Hedley Hazelden, en un campo. El aterrizaje fue reconocido como una asombrosa hazaña en la comunidad de aviadores.[38]
- El 17 de marzo de 1965, después de un fallo estructural del fuselaje, el Vuelo 102 de Eastern Provincial Airways, en ruta desde Halifax hasta Sydney, se estrelló cerca de Upper Musquodoboit, Nueva Escocia, muriendo los ocho ocupantes a bordo.[39] El fuselaje se había partido a lo largo en vuelo por su vientre, debido a la corrosión. Después de que se descubriesen signos de corrosión en un Herald de British European Airways y en los aparatos operados por Alia, todos los ejemplares en servicio fueron llamados por Handley Page para realizarles reparaciones y tratamientos anticorrosión.[40]
- El 10 de abril de 1965, el JY-ACQ, un Herald de Royal Jordanian Airlines, se estrelló contra una colina cerca de Damasco, Siria, muriendo los 54 pasajeros y tripulantes a bordo.[41]
- El 3 de noviembre de 1967, un Handley Page Dart Herald 214 de Sadia, matrícula PP-SDJ y que volaba desde el Aeropuerto de Congonhas hasta el Aeropuerto Internacional Afonso Pena, colisionó contra una colina durante la aproximación a Curitiba. Los 21 pasajeros y tripulantes murieron, cuatro pasajeros sobrevivieron.[42][43]
- El 24 de febrero de 1969, el Vuelo 104 de Far Eastern Air Transport se estrelló en la aproximación, después de que el motor 2 fallase cerca de Tainan, Taiwán, muriendo los 36 ocupantes.

## Supervivientes

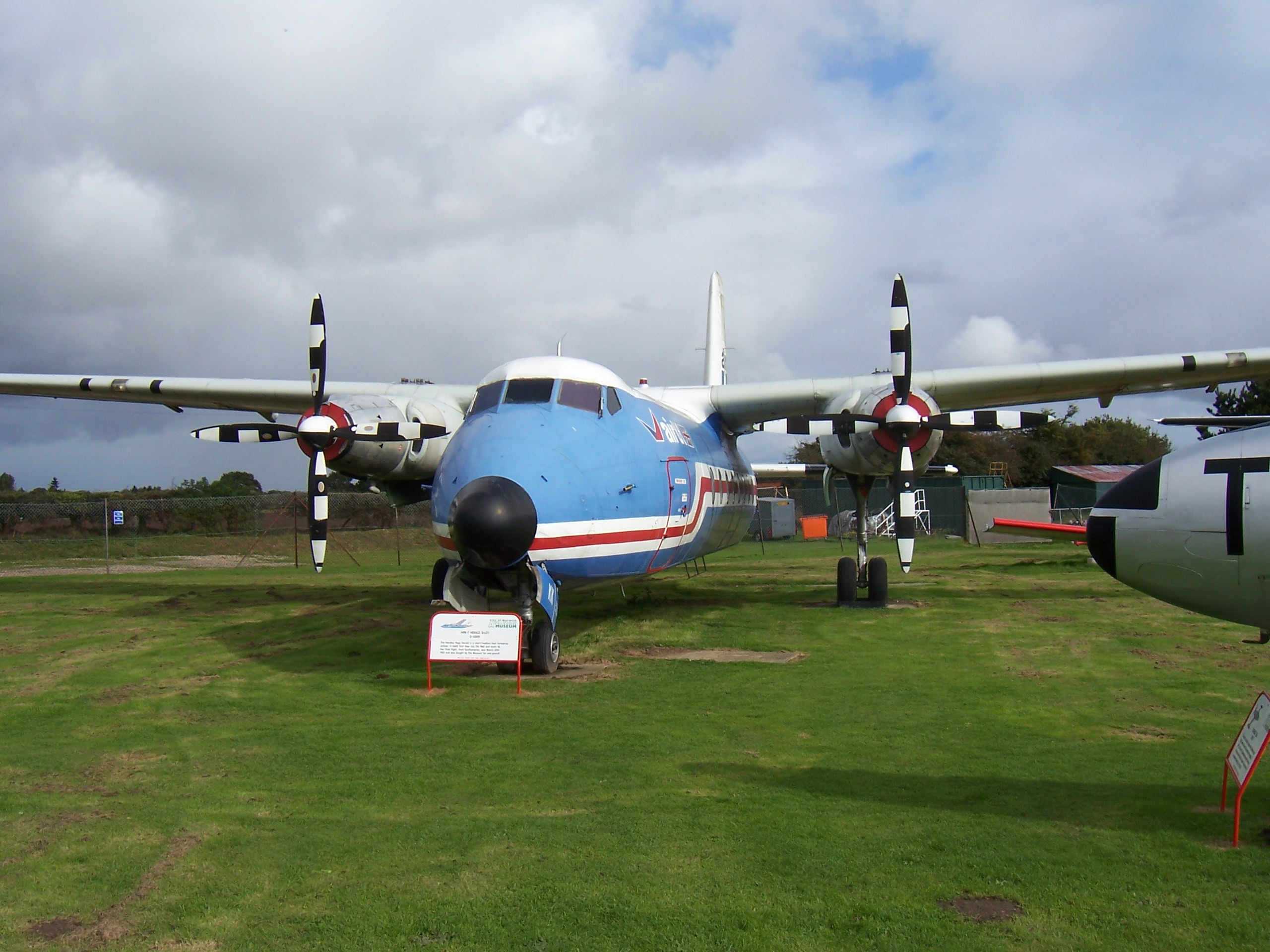
HPR.7 Herald 211 G-ASKK preservado en el City of Norwich Aviation Museum.

- Herald 100 G-APWA, en el Museum of Berkshire Aviation, Woodley.[44]
- Herald 201 G-APWJ, en el Museo Imperial de Guerra de Duxford, Cambridgeshire, propiedad de la Duxford Aviation Society, con los colores de Air UK.[45]
- Herald 211 G-ASKK, en el City of Norwich Aviation Museum, Norwich Airport, Norfolk.[46]

## Especificaciones (Dart Herald 200)
Referencia datos: Jane's All the World's Aircraft 1969-70

### Características generales
- Tripulación: Dos
- Capacidad: 50-56 pasajeros, 5300 kg de carga máxima
- Longitud: 23 m (75,5 ft)
- Envergadura: 28,9 m (94,8 ft)
- Altura: 7,3 m (24,1 ft)
- Superficie alar: 82,3 m² (885,9 ft²)
- Perfil alar: raíz: NACA 23016.5; punta: NACA 4412[48]
- Peso vacío: 11 703 kg (25 793,4 lb) (equipado)
- Peso máximo al despegue: 19 818 kg (43 678,9 lb)
- Planta motriz: 2× turbohélice Rolls-Royce RDa.7 Dart Mk.527.
  - Potencia: 1570 kW (2165 HP; 2135 CV) equivalente[nota 1] cada uno.
- Hélices: Rotol de cuatro palas de velocidad constante totalmente abanderables
- Diámetro de la hélice: 3,81 m
- Peso máximo sin combustible: 17 000 kg
- Peso máximo de aterrizaje: 17 900 kg
- Capacidad de combustible: 4910 L[nota 2]

### Rendimiento
- Velocidad nunca excedida (Vne): 563 km/h (350 MPH; 304 kt)
- Velocidad crucero (Vc): 443 km/h (275 MPH; 239 kt) a 4600 m (15 000 pies) y 17 900 kg de AUW
- Velocidad de entrada en pérdida (Vs): 120 km/h (75 MPH; 65 kt) a 14 000 kg de AUW
- Alcance: 1126 km (608 nmi; 700 mi) con carga máxima, 87 nmi (100 mi; 161 km) de desvío, 45 min en espera[nota 3]
- Techo de vuelo: 8500 m (27 887 ft) a 16 000 kg de AUW[nota 4]
- Régimen de ascenso: 9,2 m/s (1805 ft/min) a 19 000 kg de AUW
- Carga alar: 237 kg/m² (48,5 lb/ft²)
- Potencia/peso: 0,161 kW/kg (0,098 shp/lb, hp equivalentes)
- Carrera de despegue (hasta 11 m (35 pies)): 820 m a 17 900 kg de AUW
- Distancia de aterrizaje (desde 15 m (50 pies)): 580 m a 17 900 kg de AUW

## Aeronaves relacionadas

### Aeronaves similares
- Fairchild Hiller FH-227
- Fokker F27 Friendship
- Hawker Siddeley HS 748
- Antonov An-24

### Secuencias de designación
- Secuencia HP._ (interna de Handley Page): ← HP.120 - HP.122 - HP.123 - HP.124 - HP.125 - HP.126 - HP.127 - HP.128 - HP.129 - HP.130 - HP.131 - HP.132 - HP.133 - HP.134 - HP.135 - HP.137
- Secuencia HPR._ (interna de Handley Page Reading): HPR.1 - HPR.2 - HPR.3 - HPR.5 - HPR.7 - HPR.8